# 6996 Alvensleben
6996 Alvensleben (2222 T-2) là một tiểu hành tinh nằm ở rìa ngoài của vành đai chính được phát hiện ngày 29 tháng 9 năm 1973 bởi Cornelis Johannes van Houten, Ingrid van Houten-Groeneveld, và Tom Gehrels ở Palomar.